# Callitriche obtusangula
Callitriche obtusangula é uma espécie de planta com flor pertencente à família Callitrichaceae. 
A autoridade científica da espécie é Le Gall, tendo sido publicada em Monographie der Gattung Callitriche 54. 1864.

## Portugal
Trata-se de uma espécie presente no território português, nomeadamente em Portugal Continental.
Em termos de naturalidade é nativa da região atrás indicada.

## Protecção
Não se encontra protegida por legislação portuguesa ou da Comunidade Europeia.